# Conospermum stoechadis
Conospermum stoechadis là một loài thực vật có hoa trong họ Quắn hoa. Loài này được Endl. miêu tả khoa học đầu tiên năm 1838.